# 심해구조잠수정

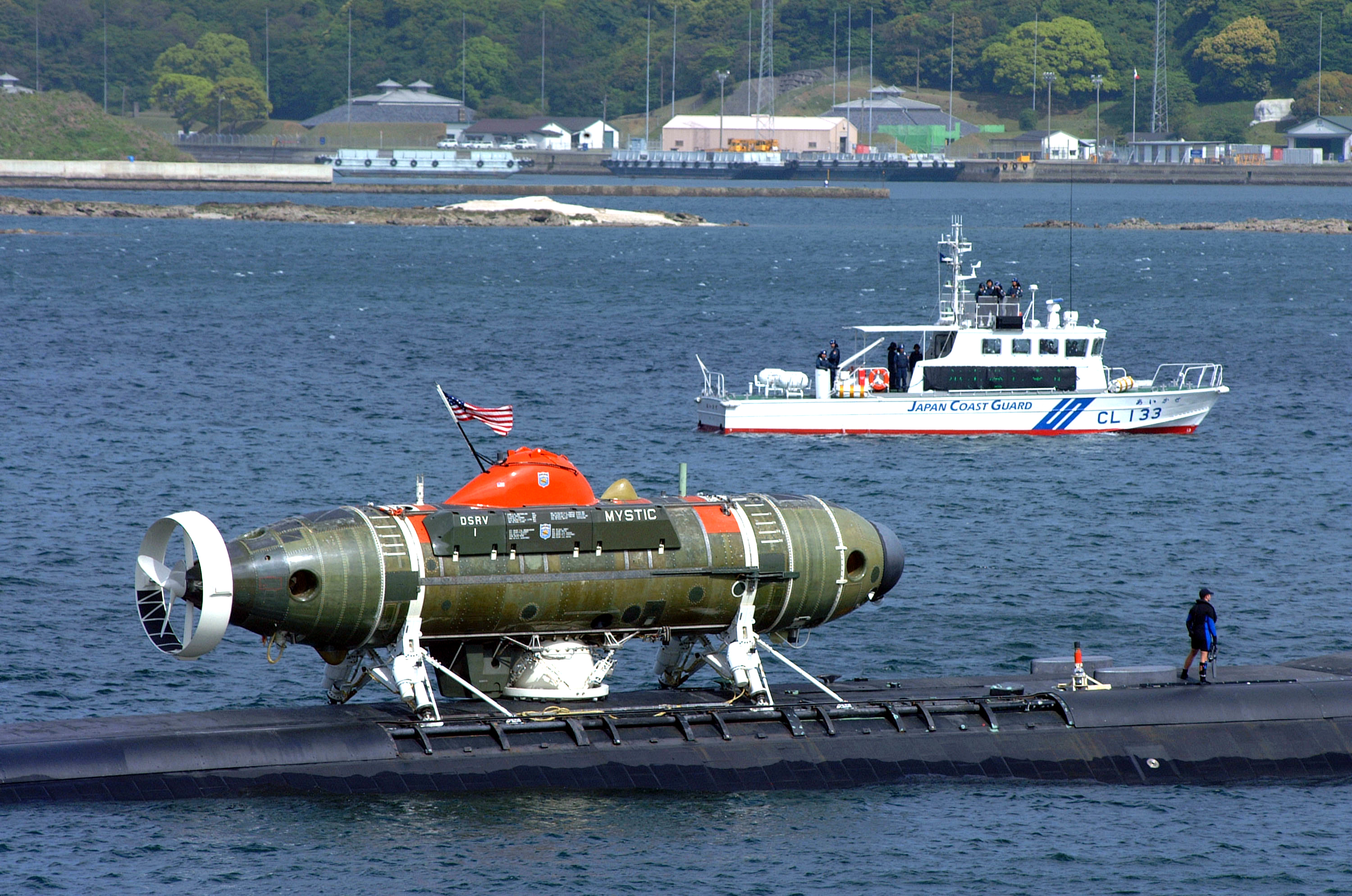
미국 해군 로스앤젤레스급 잠수함에 도크되어 있는 DSRV-1 미스틱

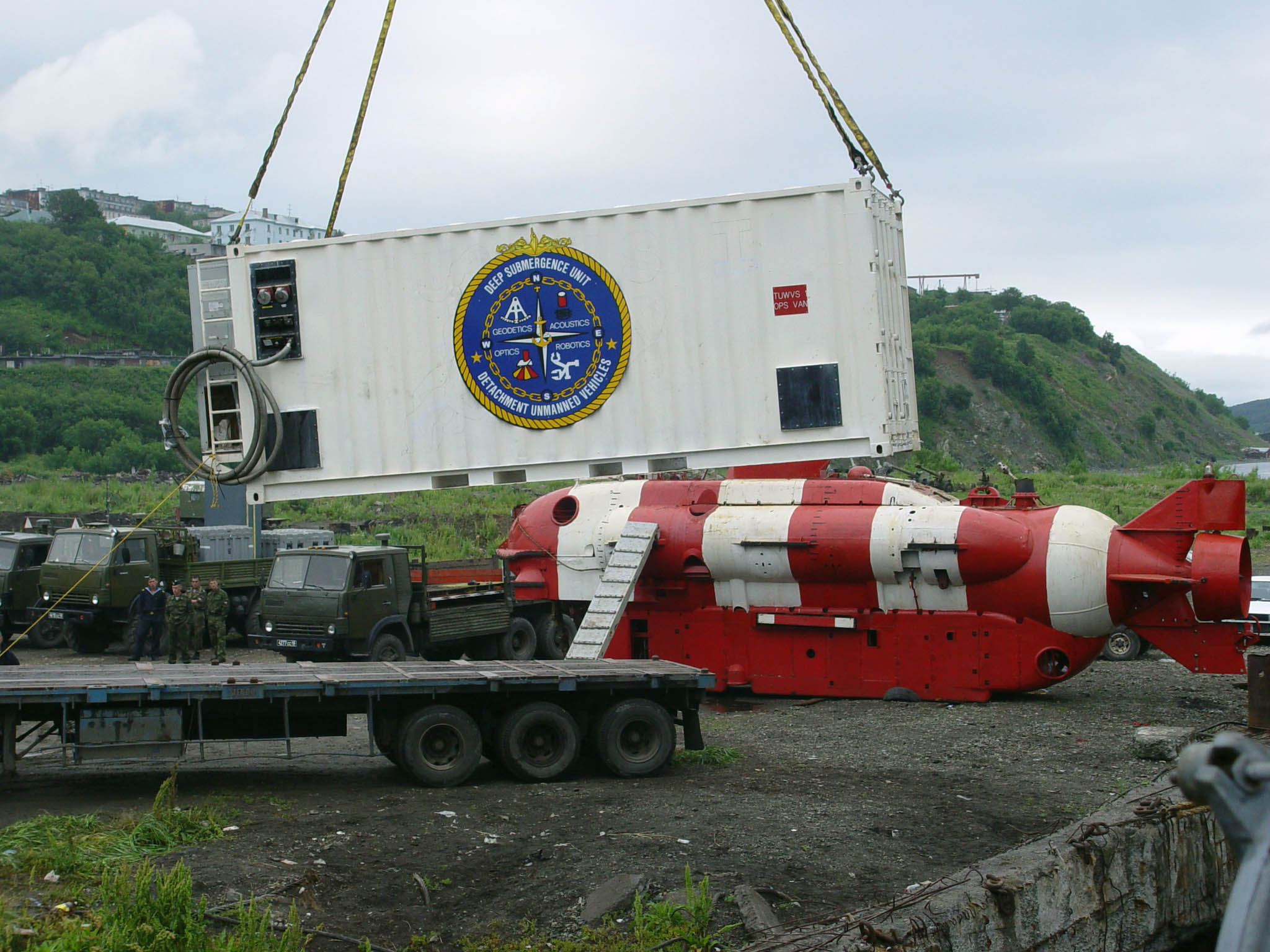
쿠르스크호 구조에 실패한 러시아 해군 AS-28

심해구조잠수정(DSRV, Deep-Submergence Rescue Vehicle)은 심해에 침몰한 잠수함을 구조하는 잠수정이다. 심해잠수구조정 이라고도 한다.

## 역사
2000년 쿠르스크 호 침몰 사고에서 러시아 DSRV인 AS-28은 매우 적은 배터리 용량으로 인해 수회의 구조를 실패해, 잠수함 승조원 전원이 사망했다. 납축전지 특성상 12시간만에 충전이 되는데, 완전히 충전하고 구조를 시도해도 계속 배터리가 모자랐다.

## 대한민국
한국은 1996년 구형 DSRV를 도입해 운영하다가, 2008년 말 신형 DSRV를 180억원에 도입해 청해진함에서 사용중이다.
청해진함을 대체할 차기 잠수함구조함을 2022년까지 건조할 계획이다. 이를 위한 최신형 DSRV를 영국 JFD에 주문했다.
- 구형 DSRV, 도입 1996년, 구조인원 10명, 최대작전수심 457 m
- 신형 DSRV, 도입 2008년, 가격 180억 원, 조종사 3명, 구조인원 16명, 최대작전수심 500 m, 제조사 영국 JFD
- 최신형 DSRV, 도입 2021년, 가격 수백억 원, 제조사 영국 JFD

## 같이 보기
- DSRV-1 미스틱